# Brontallo
Brontallo est une ancienne commune et une localité du canton du Tessin, en Suisse, aujourd'hui rattachée à la commune de Lavizzara.
Situé sur une terrasse du versant droit de la vallée à 717 m d'altitude, ce village est reconnu comme bien culturel suisse d'importance régionale (B).

## Monuments et curiosités
- Le village conserve de très nombreux greniers en bois et moellons caractéristiques, aux toits couverts de dalles de pierres.
- L'église paroissiale San Giorgio, déjà attestée au 15e s., fut reconstruite au 16e s. et restaurée à plusieurs reprises[1]. Elle forme un édifice à une nef, deux chapelles latérales et un chœur polygonal. L'intérieur est décoré de stucs du 17e-18e s. Fresque avec saint Christophe sur la façade. La chapelle du cimetière située à côté de l'église est ornée de fresques du 16e s[2].

## Source
- Inventaire suisse des biens culturels d'importance nationale et régionale, édition de 1995.